# Кодряни (Окницький район)
Кодряни, Кодрень (рум. Codreni) — село в Молдові в Окницькому районі. Входить до складу комуни, центром якої є село Валчінец.

## Історія
За даними етнографічної експедиції 1869—1870 років під керівництвом Павла Чубинського, у селі здебільшого проживали українці, населення розмовляло лише українською мовою.

## Населення
Село населене переважно українцями: 902 мешканця з 964.
Етнічний склад села:
| Національность | Число жителей | Відсотковий склад |
| -------------- | ------------- | ----------------- |
| українці       | 902           | 93.57             |
| молдовани      | 48            | 4.98              |
| росіяни        | 11            | 1.14              |
| румуни         | 1             | 0.1               |
| інші           | 2             | 0.21              |
| Усього         | 964           | 100 %             |